# IOTA
IOTA je kriptovaluta otvorenog koda. IOTA je namijenjena za prijenos podataka i plaćanja bez provizija između uređajaima na Internetu stvarа. Projekt su 2015. godine osnovali David Senstebø, Sergej Ivančeglo, Dominik Shiner i Sergej Popov.
Maksimalna moguća količina kriptovalute je 2 779 530 283 277 761 Iota. U sustavu nije predviđen majning (emisija), stvaranje novih Iota je nemoguće. IOTA je navedena na burzi kriptovaluta pod imenom MIOTA. Vrijednost IOTA-e fluktuira kao i ostale kriptovalute. U travnju 2021. je IOTA imala tržišnu kapitalizaciju od 6,4 milijarde dolara. IOTA transakcije su besplatne bez obzira na njihovu veličinu. Vrijeme potvrde transakcija je kratko. Broj simultano obrađenih transakcija nije ograničen, a sam sustav je lako skalabilan. IOTA je pod kontrolom neprofitne zaklade "IOTA Foundation", koja je registrirana u Njemačkoj.
Na temelju IOTA-a je otvoren u studenom 2017. Data Marketplace, javno tržište za podatke koje pružaju vanjski senzori. Tržište omogućuje povezanim uređajima da sigurno prenose, kupuju i prodaju male količine različitih podataka bilo kome. U projektu su sudjelovali više od dvadeset globalnih organizacija, uključujući Deutsche Telekom, Bosch, Microsoft, Orange, Fujitsu i brojne druge tvrtke. Obični korisnici interneta mogu također prodavati svoje podatke na tržištu.